# 隆巴赫河 (阿勒河支流)
46°40′46″N 7°48′47″E / 46.67944°N 7.81306°E
隆巴赫河是瑞士的河流，位於該國中西部，流經伯恩州，屬於阿勒河的支流，河道全長12.2公里，流域面積46.8平方公里，河口處在下塞恩。